# Во-Андиньи
Во-Андиньи́ (фр. Vaux-Andigny) — коммуна во Франции, находится в регионе Пикардия. Департамент коммуны — Эна. Входит в состав кантона Гюиз. Округ коммуны — Вервен.
Код INSEE коммуны — 02769.

## Население
Население коммуны на 2010 год составляло 959 человек.
| 1962 | 1968 | 1975 | 1982 | 1990 | 1999 | 2010 |
| ---- | ---- | ---- | ---- | ---- | ---- | ---- |
| 1006 | 926  | 854  | 847  | 833  | 903  | 959  |

## Экономика
В 2010 году среди 574 человек трудоспособного возраста (15—64 лет) 398 были экономически активными, 176 — неактивными (показатель активности — 69,3 %, в 1999 году было 65,1 %). Из 398 активных жителей работали 309 человек (185 мужчин и 124 женщины), безработных было 89 (49 мужчин и 40 женщин). Среди 176 неактивных 38 человек были учениками или студентами, 58 — пенсионерами, 80 были неактивными по другим причинам.